# Villars-Santenoge
Villars-Santenoge – miejscowość i gmina we Francji, w regionie Grand Est, w departamencie Górna Marna.
Według danych na rok 1990 gminę zamieszkiwały 104 osoby, a gęstość zaludnienia wynosiła 5 osób/km².

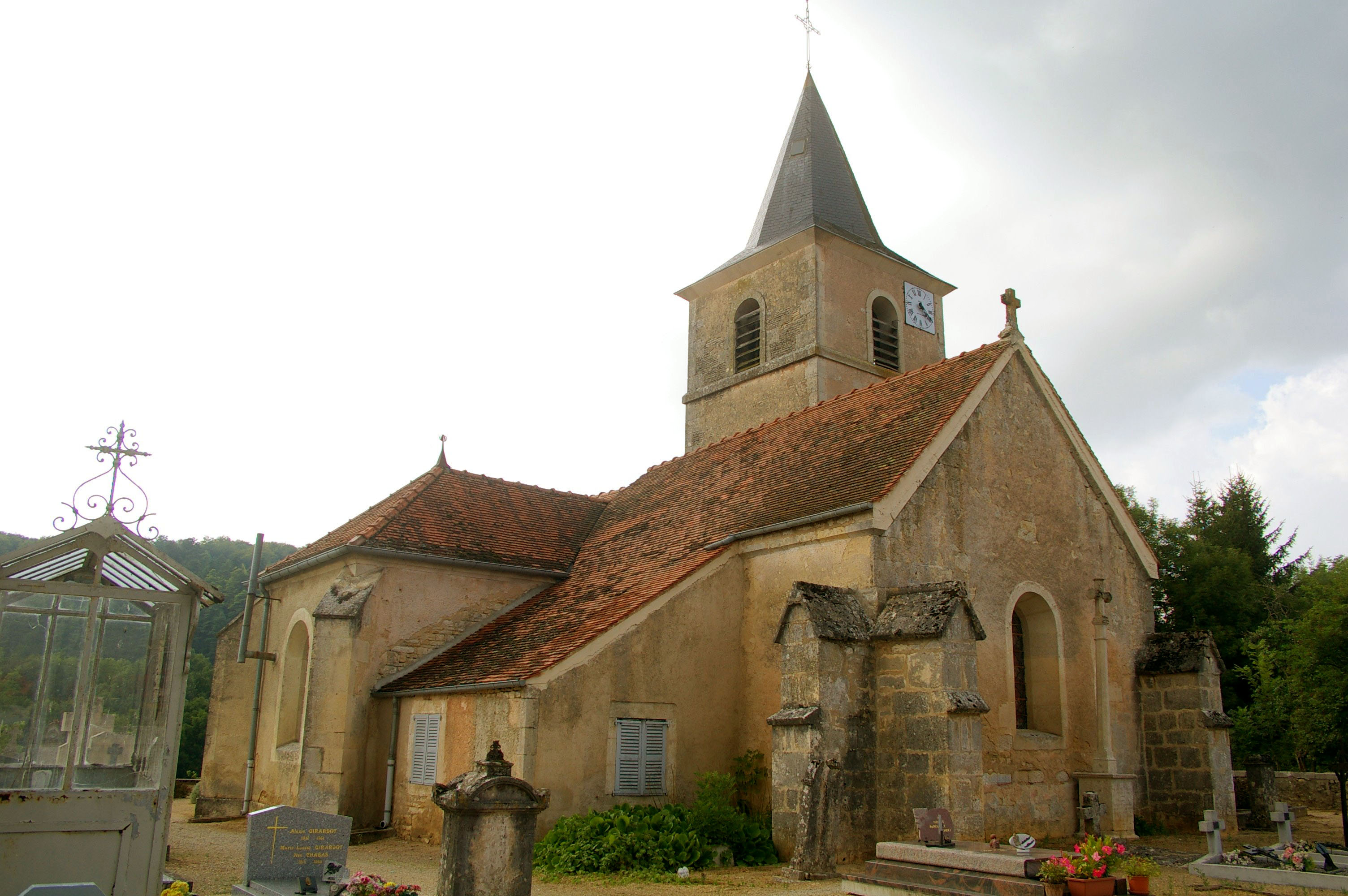
Kościół w Villars-Santenoge, 2007